# 집가게거미
집가게거미(학명: Tegenaria domestica)는 전세계적으로 분포하는 가게거미과 집가게거미속 거미의 일종이다. 유럽·아시아·북아메리카·오세아니아에 서식하며, 비교적 긴 다리를 가지고 있다. 몸길이는 암컷이 7.5~11.5mm, 수컷이 6~9mm로 암컷이 더 크다. 깔때기 모양의 그물을 쳐서 먹이를 잡는다.